# Sedlecká rokle
Sedlecká rokle je přírodní památka poblíž obce Lhůta v okrese Plzeň-město. Oblast spravuje Agentura ochrany přírody a krajiny ČR. Důvodem ochrany je rokle s výchozy břidlic a pískovců spodních poloh klabavského souvrství, která je jedinou známou lokalitou s nejstarší graptolitovou faunou.